# 斯科特·斯蒂爾尼

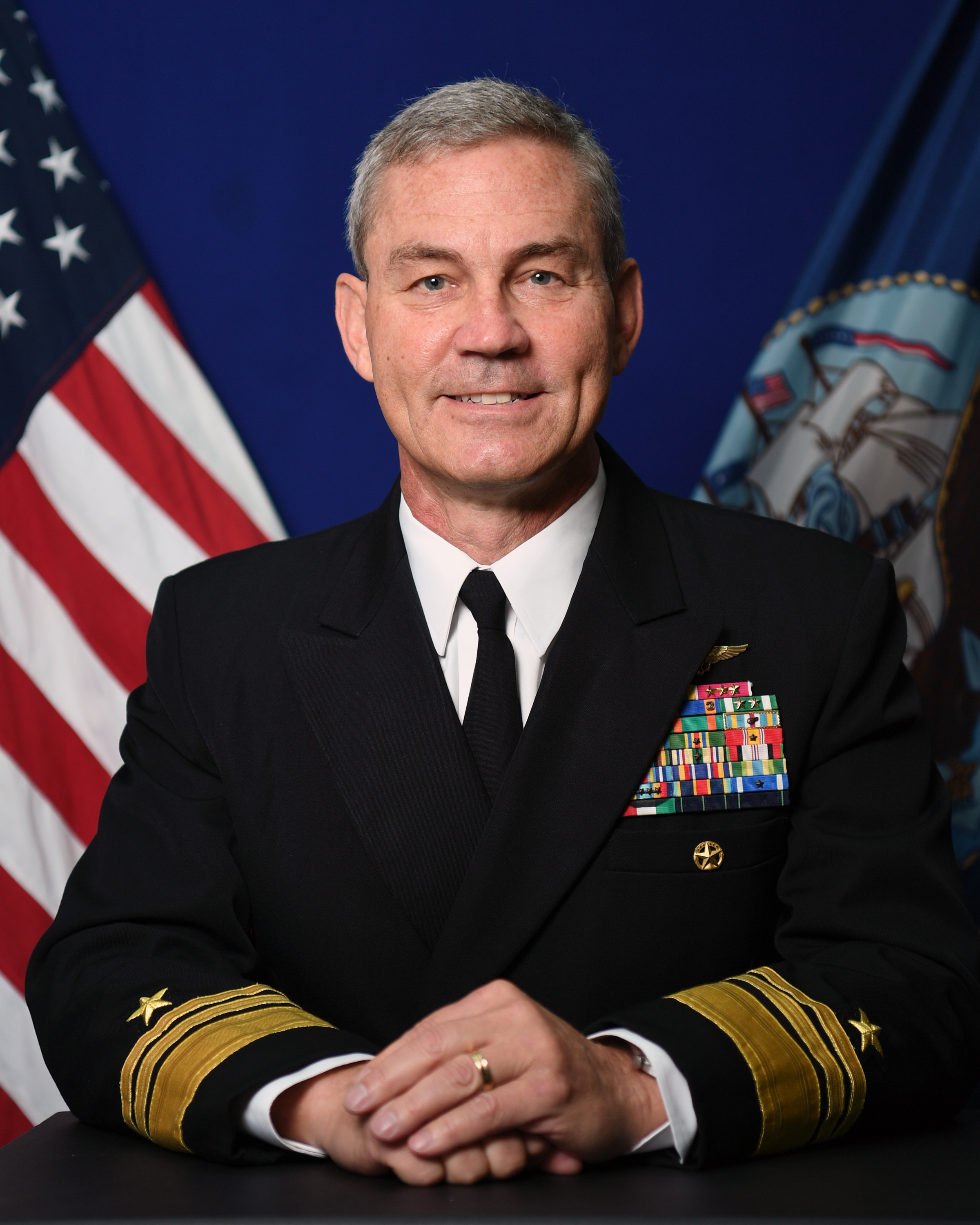
斯蒂爾尼中將

斯科特·安德鲁·斯蒂爾尼（英語：Scott Andrew Stearney，1960年10月21日—2018年12月1日），美国海军飞行员和海軍中将，曾擔任第五舰队司令駐紮巴林王國。他在巴林被發現於办公室自杀身亡。

## 早年
出生於美國伊利诺伊州芝加哥，在圣母大学毕业获得文学学士学位。1982年10月加入美国海军，随后參與飞行训练并於1984年成為海军航空兵。他亦毕业于美國海軍戰鬥機武器學校和在美国国防大学學習国家资源战略。

## 职业生涯

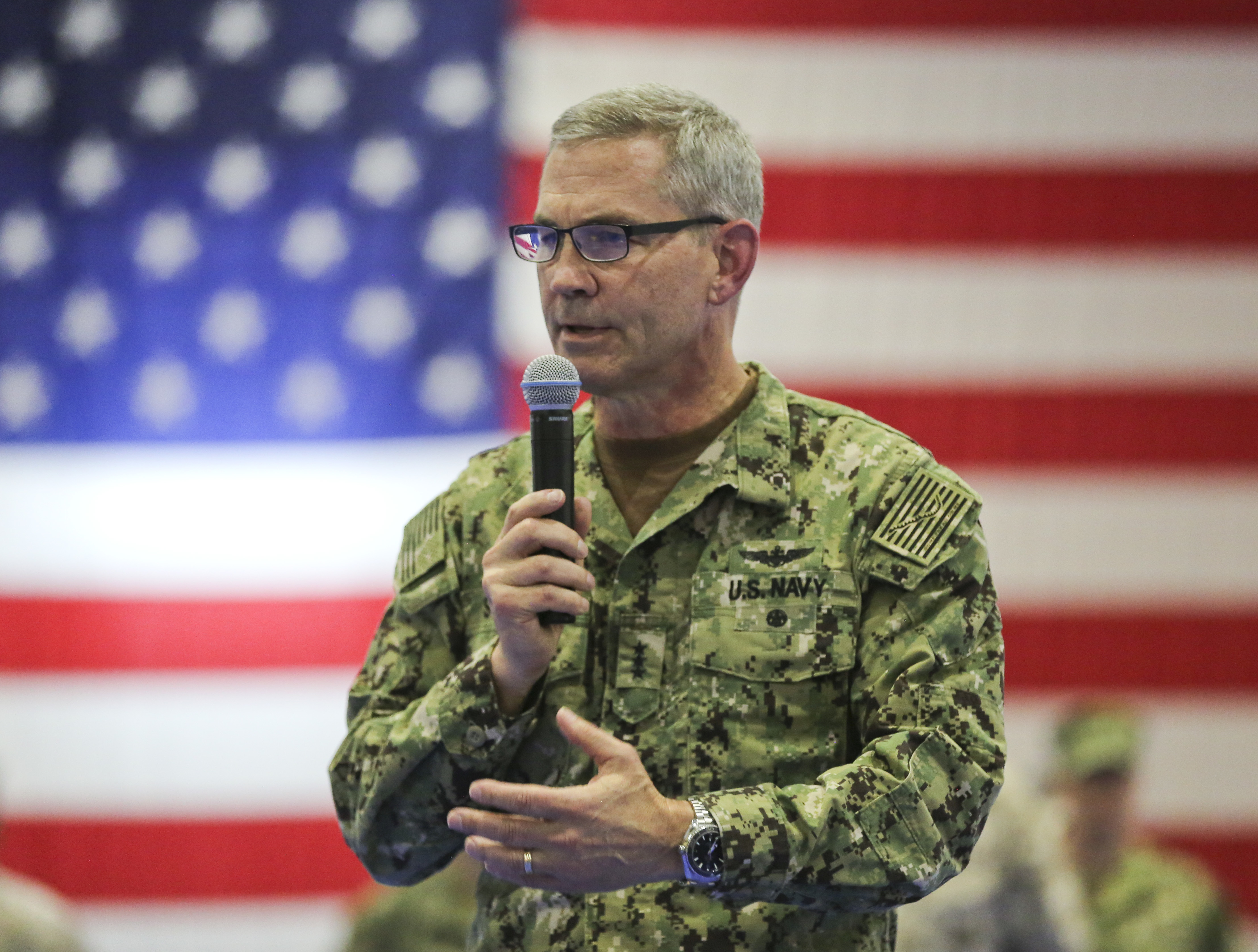
攝於2018年。

其多次擔任F/A-18黃蜂式戰鬥攻擊機飛行員，並跟隨德懷特·D·艾森豪號航空母艦在阿富汗喀布尔工作，亦擔任第435聯合特遣隊（JTF435）參謀長。其後担任美國海軍戰鬥機武器學校教官和後备军官、首席军事行动副官、美國聯合部隊司令部通信處（參六）副處長、副司令行政助理，以及任職美国运输司令部下屬美國聯合賦能指揮部指揮官、美国中央司令部作戰處長等。
斯蒂爾尼在2018年起担任第五艦隊司令，直至他2018年12月1日去世。他總共獲得Defense Superior Service Medal、Legion of Merit、Air Medal、Commendation Medal、Achievement Medal，以及其他多項荣誉和勤務勳章。 他累計完成超过4500小時自由飛行时间，超过1000次降落航空母艦。

## 死亡
2018年12月1日，斯蒂爾尼被发现於巴林麥納麥巴林海軍支援設施的辦公室自殺。 Paul J. Schlise副司令接替其第五艦隊司令職務。 其死亡仍經美國海軍犯罪調查局及巴林內政部调查中。